# 804 هـ
804 هـ هي سنة في التقويم الهجري امتدت مقابلةً في التقويم الميلادي بين سنتي 1401 و1402.

## أحداث
- 27 ذو الحجة - الإمبراطور المغولي تيمورلنك ينتصر على العثمانيين في معركة أنقرة، ويتمكن من أسر السلطان بايزيد الأول. وكانت هذه المعركة هي أكبر معركة ميدانية حدثت خلال القرون الوسطى. وتعدّ هذه المعركة واحدة من أكبر الكوارث في التاريخ التركي، التي أخّرت نمو الدولة العثمانية وفتوحاتها نصف قرن.

## وفيات
- ابن الملقن